# Дороти и вълшебникът от Оз
„Дороти и вълшебникът от Оз“ (на английски: Dorothy and the Wizard of Oz) е американски анимационен сериал, адаптация на класиката „Вълшебникът от Оз“ на Лиман Франк Баум. Премиерата на сериала е по „Бумеранг ВОД“ на 29 юни 2017 г. Последният епизод е излъчен на 31 юли 2020 г.

## Герои

### Главен състав
- Кари Уолгрън – Дороти Гейл/[2]Кралица Озма[3][4]
- Бил Фейгърбаки – Плашилото[3][4]
- Джей Пи Карлиак – Тенекиения човек[4]
- Джес Харнел – Бъзливия лъв[3][4]
- Грей Грифин – Глинда[4]
- Том Кени – Магьосникът от Оз

### Злодеи
- Лорейн Нюман – Злата вещица на Запада
- Джесика Дичико – Вилхелмина, разглезената племенница на вещицата[3][4]
- Стивън Блум и Джес Харнел – Франк и Лайман[4]
- Джей Пи Карлиак – Кралят на Ноум[4]
- Бил Фейгърбаки – Калико, слугата на краля на Ноум[4]

## Премиера
Премиерата на сериала е по канала „Бумеранг“ в САЩ на 8 май 2018 г., а в Австралия и Нова Зеландия – на 26 юни 2017 г. Първите 13 епизода са пуснати в стрийминг платформата „Бумеранг ВОД“ на 29 юни 2017 г.
През 2018 г. започва да се излъчва и по „Картун Нетуърк“.

## В България
В България сериалът е достъпен в стрийминг платформата „Ейч Би О Макс“ от 2022 г., а след това се излъчва по Cartoonito (бившия Boomerang) през 2023 г.

### Нахсинхронен дублаж
| Персонаж         | Изпълнител               |
| ---------------- | ------------------------ |
| Дороти           | Елена Грозданова         |
| Лъвът            | Мартин Димитров          |
| Плашилото        | Марио Иванов             |
| Тенекиения човек | Светломир Радев          |
| Кралица Озма     | Мими Йорданова           |
| Уилхелмина       | Августина-Калина Петкова |

| Обработка           | студио „Про Филмс“ |
| ------------------- | ------------------ |
| Режисьор на дублажа | Ива Стоянова       |
| Преводач            | Дара Цветкова      |